# Lista de filmes portugueses de 1926
Lista de filmes portugueses de longa-metragem lançados comercialmente em Portugal em 1926, nas salas de cinema.
Notas: Na secção coprodução, passando o cursor sobre a bandeira aparecerá o nome do país correspondente.
| # | Filme                      | Realização            | Género  | Estreia      | Coprodução |
| - | -------------------------- | --------------------- | ------- | ------------ | ---------- |
| 1 | O Bicho da Serra de Sintra | Artur Costa de Macedo | Comédia | 8 de outubro | —          |
| 2 | A Calúnia                  | Manuel Luís Vieira    | Drama   | 11 de maio   | —          |
| 3 | O Desconhecido             | Rino Lupo             | Drama   | 18 de abril  | —          |